# Епархија шабачка
Епархија шабачка је епархија Српске православне цркве.
Надлежни архијереј је епископ Јеротеј, а седиште епархије се налази у Шапцу где је и Саборна црква.

## Границе
Обухвата област у западној Србији око града Шапца.
Епархија шабачка се граничи са епархијама Зворничко-тузланском, Сремском, Београдско-карловачком, Шумадијском, Ваљевском и Жичком.
Свети архијерејски сабор СПЦ је на пролећном заседању у мају 2006. донео одлуку да се Шабачко-ваљевска епархија подели на две епархије: Шабачку са центром у Шапцу и Ваљевску са седиштем у Ваљеву. Дотадашњи епископ шабачко-ваљевски господин Лаврентије Трифуновић постао је шабачки епископ.

## Историјат
После склапања Београдског мира 1739. дошло је до спајања две епархије, једна од њих је била у саставу Аустрије и имала седиште у Ваљеву (Ваљевска епархија), а друга је била у саставу Турске са седиштем у Ужицу (Ужичка епархија). Тако је настала једна велика Ужичко-ваљевска епархија са седиштем у Ваљеву. Овакво стање је потрајало до 1831. када је успостављена ново устројство у српској цркви и поменута епархија подељена на три дела. Крајем 18. века је седиште епархије измештено из Ваљева у Шабац, па се првим шабачким епископом сматра Грк Данило I.
Када је 1831. српска црква добила право да сама поставља Србе епископе уместо дотадашњих Грка, дотадашња велика Ужичко-ваљевско-зворничка епархија подељена је на три епархије: на Ужичку, са седиштем у Чачку (касније названу Жичка епархија), на Ваљевску, која је прозвана Шабачком, пошто је седиште епископа коначно премештено у Шабац, и на Зворничку, чија је област остала под Турцима и добила посебног епископа (данашња Епархија зворничко-тузланска).
Једно време (1886-1898) епархија је била укинута и припојена Београдској митрополији. По уставу СПЦ из 1947. епархија је носила назив Шабачко-ваљевска и има седиште у Шапцу до 2006. године.
Године 2006. Шабачко-ваљевска епархија је престала да постоји и подељена на две нове епархије: Шабачку и Ваљевску. Последњи епархијски архијереј епархије био је епископ Лаврентије Трифуновић, који је по њеној деоби постао епископ шабачки.
Епархија је 2016. године установила књижевну награду „Николај Велимировић”. Њен први добитник је Матија Бећковић, а награда је уручена у мају 2017. године.

## Епископи

### Епископи шабачки и шабачко-ваљевски 1714-1802. Седиште у Ваљеву
- Григорије Николић – из Ужица прешао у Ваљево
- Доситеј Николић - (1715-1738)
- Пајсије Грк - (1715-1753), пећки патријарх
- Теодосије Стефановић Поповић
- Митрофан
- Евстатије
- Јоаким
- Данило I

### Епископи шабачки и шабачко-ваљевски од 1802-1830
- Антим Зепович (1802-1813)
- Данило II (1814-1815)
- Мелентије Николић (1815-1816)
- Герасим Доминин (1816-1830)

### Епископи Шабачке односно и Шабачко-ваљевске епархије од 1831-1886 и опет 1898—2006
| Портрет | Име и презиме                 | Време службе                                                     |
| ------- | ----------------------------- | ---------------------------------------------------------------- |
|         | епископ Герасим Ђорђевић      | 1831-1839                                                        |
|         | епископ Максим Савић          | 1839-1842                                                        |
|         | епископ Сава Николајевић      | 1844-1847                                                        |
|         | епископ Мелетије Марковић     | 1847-1848                                                        |
|         | епископ Јоаникије Нешковић    | 1849-1854                                                        |
|         | епископ Михаило Јовановић     | 1854-1859                                                        |
|         | епископ Гаврило Поповић       | 1860-1866                                                        |
|         | епископ Мојсеј Вересић        | 1868-1874                                                        |
|         | епископ Јероним Јовановић     | 1877-1884                                                        |
|         | епископ Самуило Пантелић      | 1884-1886                                                        |
|         |                               | епархија укинута и припојена београдској митрополији (1886-1898) |
|         | Димитрије Павловић            | 1898-1905                                                        |
|         | Сергије Георгијевић           | 1905-1919                                                        |
|         | Јефрем Бојовић                | 1920                                                             |
|         | Михаило Урошевић              | 1922-1933                                                        |
|         | др Симеон Станковић           | 1933-1960                                                        |
|         | Јован Велимировић             | 1960-1989                                                        |
|         | епископ Лаврентије Трифуновић | 1989-2006                                                        |

### Епископ шабачки
Епископ Епархије шабачке после издвајања засебне Ваљевске епархије од 2006:
| Портрет | Име и презиме                             | Време службе |
| ------- | ----------------------------------------- | ------------ |
|         | епископ Лаврентије Трифуновић             | 2006—2022    |
|         | епископ Фотије Сладојевић (администратор) | 2022—2022    |
|         | епископ Јеротеј Петровић                  | 2022—        |

## Архијерејска намесништва
Епархија је подељена на архијерејска намесништва којим управља архијерејски намесник. Има их 9 и то су:
- азбуковачко,
- лозничко,
- мачванско,
- посавско-тамнавско,
- јадарско,
- поцерско,
- мачванско-поцерско,
- рађевско и
- шабачко.

## Манастири
1. Бјеле Воде,
2. Богоштица,
3. Град,
4. Добрић,
5. Илиње,
6. Каона,
7. Криваја,
8. Петковица,
9. Радовашница,
10. Рожањ,
11. Рујевац,
12. Соко,
13. Троноша,
14. Читлук,
15. Чокешина.
16. Липнички Шор